# Perfektionism
Perfektionism är inom psykologin en föreställning om att perfektion kan och borde vara det som ska åstadkommas. I dess patologiska form är perfektionismen tron om att resultat, som är annat än helt perfekt, är oacceptabelt. På en sådan nivå ses det som en ohälsosam tro som psykologer ser som maladaptiv perfektionism. Robert Leahy, professor i psykologi, skiljer på maladaptiv och adaptiv perfektionism. 
"För att hantera maladaptiv perfektionism gäller det att pröva sina egna föreställningar om vad som skulle kunna hända ifall de inte uppfylls. I relation till prokrastinering kan detta ofta handla om tankar kring hur andra ska uppfatta en som person eller resultatet av sitt arbete ifall det inte är perfekt. Att undersöka vad det skulle innebära att göra avsteg från sina annars så högt ställda krav kan då ge värdefull information om att sina föreställningar inte nödvändigtvis stämmer överens med verkligheten. Det kan i sin tur göra individen mer benägen att pröva alternativa sätt att handskas med sina uppgifter som är mer flexibelt och tolererar misstag.
Robert Leahys definition av adaptiv perfektionism:
1. Mina mål är höga, men realistiska
2. Jag gillar inte misstag, men jag kan acceptera dem
3. Jag balanserar det negativa med det positiva
4. Mitt jobb känns tillfredsställande"